# Clan Greco
Le clan Greco est l'un des plus anciens clans de la mafia sicilienne, issue de Salvatore Greco, capomafia de Ciaculli selon le rapport Sangiorgi (it). Les prénoms attribués étaient peu nombreux, créant de nombreux homonymes, ce qui marquait le resserrement des liens intrafamiliaux. Le clan vit ainsi s'opposer deux Giuseppe Greco peu après la Seconde Guerre mondiale. L'un d'eux fut assassiné en 1946. Le fils du défunt, Salvatore Greco "Ciaschiteddu" (1923-1978), et son cousin Salvatore Greco dit l'Ingénieur (en) (1924-?), à la réunion de 1957 au Grand Hôtel des Palmes (en) avec la mafia italo-américaine. Le fils du Giuseppe Greco survivant, dit « lieutenant Piddu », était Michele Greco (1924-2008), et le neveu de ce dernier, également nommé Giuseppe, est plus connu sous le nom de Pino Greco (1952-1985).

## Histoire
En 1916, il fit assassiner un prêtre qui dénonçait l'implication des Greco dans la gestion des revenus ecclésiastiques. En 1921, un Greco « humilié » par un affront (sgarro) tua deux bergers ainsi que leurs troupeaux.
Après la Seconde Guerre mondiale, il s'affronta lors d'une lutte fratricide en 1946-48, divisé entre les Greco de Croceverde Giardini, dirigés par un certain Giuseppe Greco (dit « lieutenant Piddu »), et ceux de Ciaculli, également dirigés par un Giuseppe Greco, l'enjeu étant vraisemblablement le contrôle du marché des agrumes - bien que la lutte de pouvoir ait été dissimulée sous le prétexte d'une vendetta familiale, le fils du « lieutenant Piddu », parrain de Giardini, ayant été tué en 1939. Neuf des victimes n'étaient d'ailleurs pas des Greco.
Proche du cardinal Ernesto Ruffini, Giuseppe Greco, alias lieutenant Piddu, était propriétaire (gabelloto (en)) d'environ 300 hectares où été cultivés des citrons et des mandarines.
Le 26 août 1946, le Giuseppe Greco de Ciaculli, beau-frère du « lieutenant Piddu », et son frère Pietro furent ainsi assassinés à la mitraillette. Le conflit s'envenima jusqu'à la fusillade du 17 septembre 1947, sur la place centrale de Ciaculli. Deux femmes du clan de Ciaculli, une veuve et sa fille, Antonina (51 ans) et Rosalia (19 ans), achevèrent alors des victimes au couteau, fait rare qui leur valut d'être exécutées par la suite. Le fils d'Antonina, âgé de 18 ans, tua en représailles leur assassin.
En tout, 11 Greco furent tués, plusieurs blessés, et 9 non-Greco. Devant ce bain de sang qui attirait l'attention des autorités, la mafia de Palerme exerça des pressions sur les Greco afin qu'ils cessent le conflit. Le parrain de Villabate, Antonio Cottone (en), agit comme intermédiaire, avec Joe Profaci, émigré aux États-Unis venant aussi de Villabate et alors en Sicile.
Le fils du Greco assassiné de Ciaculli, Salvatore Greco "Ciaschiteddu" et son cousin Salvatore Greco dit l'Ingénieur (en), obtinrent alors le contrôle de Croceverde Giardini en geste d'apaisement. Les deux seront présents à la réunion de 1957 au Grand Hôtel des Palmes (en) au cours de laquelle la mafia italo-américaine s'accorda avec la Cosa Nostra sur le marché de l'héroïne. La sœur de l'Ingénieur, Girolama, se maria avec Antonio Salamone (1918-1998), autre parrain d'envergure.
Michele Greco, fils du lieutenant Piddu, deviendra un éminent mafieux, aux côtés des deux autres Salvatore. Le neveu de Michele, également nommé Giuseppe, est plus connu comme Pino Greco.
Un autre fils du lieutenant se maria avec la fille d'Antonio Cottone, assassiné le 22 août 1956 lors d'un autre conflit à Palerme concernant le contrôle des fruits et légumes de la ville.

## Pouvoir local
Le clan Greco, avec d'autres familles de la mafia, contrôlait une grande partie de l'approvisionnement en eau autour de Palerme. Il finançait le creusement des puits avec l'argent du gouvernement. Selon la loi, les propriétaires terriens n'étaient autorisés à avoir des puits que pour leur propre usage privé et tout excédent d'eau appartenait au domaine public. Cependant, la ville de Palerme a émis des contrats réguliers pour acheter de l'eau aux Greco et à d'autres chefs de la mafia pour un tiers de l'approvisionnement en eau. Pendant l'été, lorsque l'eau était particulièrement rare et nécessaire pour l'irrigation, les Greco vendaient l'eau à des prix exorbitants. La pénurie d'eau était entretenue par la mafia et ses amis au sein du gouvernement local.
Un autre système lucratif consistait à percevoir des subventions de la Communauté européenne pour la destruction de cultures d'agrumes qu'il n'avait jamais cultivées. La CE, afin de limiter la production, payait les agriculteurs pour qu'ils détruisent une partie de leur production. Le Greco a payé des inspecteurs de la CE pour falsifier les registres.

## Généalogie
Généalogie non exhaustive de la branche de Croceverde Giardini et de celle de Ciaculli,.

### Greco de Croceverde
- Francesco Greco
x Rosa De Caro
  - Santa Greco, épouse le boss Giuseppe Greco de Ciaculli
  - Giuseppe lieutenant Piddu Greco (°1894), parrain de Croceverde Giardini
x Caterina Ferrara (°1896), fille de Francesco Ferrara
    - Nunzia Greco
    - Francesco Greco (°1921), médecin-chirurgien
    - Giuseppe Greco (1922-1939), premier mort du conflit entre Croceverde et Ciaculli.
    - Rosa Greco (°1930)
    - Salvatore le Sénateur Greco (°1927), boss mafieux
x Maria Cottone, fille d'Antonio Cottone, le parrain de Villabate
    - Michele Greco (1924-2008), capo di tutti capi
x Rosaria Castellano
      - Giorgio Castellani (1953-2011), réalisateur

### Greco de Ciaculli
- Salvatore Greco, parrain de Ciaculli
x Girolama Greco
  - Giuseppe Greco (1887-1946), parrain de Ciaculli
x Santa Greco, sœur du boss Giuseppe Greco de Croceverde
    - Francesco Greco, assassiné en 1943
    - Paolo Greco
    - Girolama Greco
    - Rosa Greco
    - Salvatore Greco (1923-1978), capo di tutti capi
    - Giuseppe Greco
    - Giovanni Greco

  - Pietro Greco, sous-chef de Ciaculli
    - Salvatore l'Ingénieur Greco (°1924), boss mafieux
    - Paolo Greco
    - Girolama Greco
x Antonio Salamone (1918-1998), boss mafieux à San Giuseppe Jato
    - Rosalia Greco
    - Nicola Greco